# ジョルジョ・デ・キリコ
ジョルジョ・デ・キリコ（Giorgio de Chirico, イタリア語: [ˈdʒordʒo deˈkiːriko]）1888年7月10日 - 1978年11月20日）は、ギリシャ人そしてイタリアの画家、彫刻家。形而上絵画派を興し、後のシュルレアリスムに大きな影響を与えた。姓は「デ・キーリコ」と表記される場合もある。

## 生涯
- 1888年、ジュゼッペ・マリア・アルベルト・ジョルジョ・デ・キリコは、ジェンマ・セルベットとエヴァリスト・デ・キリコの長男としてギリシャのヴォロスに生まれる。母はスミルナ出身のギリシャ系ジェノヴァ人男爵夫人で、父はギリシャ系シチリア人男爵だった（キリコ家はギリシャ系で、1523年に4000人のギリシャ系カトリック家族とともにロードス島からパレルモに移住した[2]。
- 1891年、弟アンドレーア（のちにアルベルト・サヴィニオと名乗って作家・劇作家・作曲家として活動した）誕生。
- 1900年、アテネの理工科学校に通う。この頃最初の静物画を描く。
- 1905年、父死去。
- 1906年、家族とともに、ギリシャを離れミラノを経てフィレンツェに移住する。
- 1907年、ドイツのミュンヘンの美術アカデミーに入学。この頃、ニーチェやショーペンハウエルの思想に影響を受ける。
- 1909年、ミラノに移住する。
- 1910年、フィレンツェに移住する。弟はパリへ移住、最初の形而上絵画を手がける。
- 1911年、パリへ移住。
- 1912年、3点の絵画をサロン・ドートンヌに出品。
- 1913年、パリのアンデパンダン展、サロン・ドートンヌに出品。詩人で美術評論家のギョーム・アポリネールに注目され、のちに親交をむすぶにいたる。初めて絵の買い手が現れる。
- 1915年、第一次世界大戦が勃発。イタリア軍に召集されフィレンツェの連隊に入隊し、北イタリアのフェッラーラに駐屯する。当時のフェッラーラは繊維工場が発する麻を煮る臭いが充満する街で、その麻薬効果が当時のデ・キリコの風景画に影響したといわれる。
- 1916年、詩人トリスタン・ツァラと親交をむすぶ。
- 1917年、フェッラーラでカルロ・カッラと知り合う。同年カッラは、形而上絵画の作品をミラノで発表する。
- 1918年、前衛美術雑誌『造形的価値（ヴァローリ・プラスティチ、Valori Plastici）』を創刊。詩的なテクストを発表。
- 1919年、ローマで個展を開くが、美術史家のロベルト・ロンギに酷評される。ジョルジョ・モランディと知り合う。ルネッサンス絵画の模写を始める。
- 1920年、「形而上芸術について」、「技法への帰還」などを出版する。
- 1921年、テンペラ画を描き始める。ベルリンの国立ギャラリーにて、大規模な「造形的価値グループ展」が開催された。
- 1923年、ローマ・ビエンナーレに出品。フィレンツェ、ローマに住む。
- 1924年、ライサ・グリエヴィッチ・クロルと結婚。第14回ヴェネツィア・ビエンナーレに出品。
- 1925年、パリへ移住。
- 1926年、シュルレアリストたちとの決別を表明。ニューヨークで初の個展。
- 1929年、小説『エブドメロス（Hebdomeros）』出版。
- 1931年、ミラノへ戻る。
- 1932年、フィレンツェへ移住。
- 1935年、ニューヨークへ移住。
- 1938年、イタリアへ帰還。ローマに短期滞在し、ミラノへ移住。
- 1942年、ミラノの家を引き払い、フィレンツェへ移住。
- 1944年、ローマへ移住。
- 1978年、90歳の誕生日を祝う。11月20日にローマで心臓発作のため没した。

## 作品の評価
デ・キリコは1912年にパリの無審査展覧会で作品を発表し始めたが、アーチの並ぶ古典的な建築、古代ギリシャ風の彫刻、煙を吐いて走る機関車などを配した風景画は当時の流行とは全く異質で、すぐには理解されなかった。しかし詩人で美術評論家のギヨーム・アポリネールに見いだされ、のちのダダイスム、シュルレアリスムに大きな影響を与えた。カルロ・カッラやジョルジョ・モランディのような追随者も生んだ。デ・キリコはその後古典的な作風に転じたが、晩年には幻想的な作風に回帰した。
デ・キリコも意図的に作品に間違った制作年のサインを行ったと言われているが、その意図は不明である。
一方でデ・キリコは非常な毒舌家でもあり、著書では同時代の画家たちを辛辣に批評していた。

## 日本への影響
日本ではシュルレアリスム系の画家として、デ・キリコとサルバドール・ダリの人気はとくに高い。影響例として、吉原治良の作品と難波田龍起の初期の作品を挙げることができる。
フランス経由で紹介されたため、名前のジョルジョをジョルジュとフランス語表記で紹介している例もある。

## 代表作
- 通りの神秘と憂愁（1914）（個人蔵）
- ヘクトールとアンドロマケの別れ（大原美術館）

## 著書（日本語訳）
- 『キリコ回想録』 笹本孝・佐々木菫訳、立風書房、1980年
- 『エブドメロス』 笹本孝訳、思潮社、1994年 ISBN 978-4783727552（原本は1970年に出版）